# نادي إيليتشيفيتس ماريوبول
نادي إيليتشيفيتس ماريوبول هو نادي كرة قدم في أوكرانيا تأسس في 1960. يلعب في الدوري الأوكراني الممتاز.

## وصلات خارجية
- الموقع الرسمي